# Narciso Bernardo
Narciso C. Bernardo (Manila, 27 luglio 1937 – Manila, 23 dicembre 2008) è stato un cestista e allenatore di pallacanestro filippino.

## Carriera
Con le Filippine ha disputato due edizioni dei Giochi olimpici (Giochi olimpici di Roma 1960, Monaco 1972).